# Melanie Müller
 (juin 2020).
Si vous disposez d'ouvrages ou d'articles de référence ou si vous connaissez des sites web de qualité traitant du thème abordé ici, merci de compléter l'article en donnant les références utiles à sa vérifiabilité et en les liant à la section « Notes et références ».
Pour les articles homonymes, voir Müller.
Melanie Müller (née le 10 juin 1988 à Oschatz) est une chanteuse, célébrité de la télé-réalité et ancienne actrice pornographique allemande. Elle a également été connue sous le pseudonyme Scarlet Young durant sa carrière pornographique.

## Biographie
Melanie Müller grandit à Grimma. De 2005 à 2009, elle suit une formation de serveuse et pour la restauration. À l'automne 2009, elle commence à travailler comme modèle érotique sous le nom de Cataleya Young. Par ailleurs, elle fait partie d'une agence d'escort. En 2011, elle devient actrice pornographique sous le nom de Scarlet Young et tourne notamment dans deux productions Blue Movie. Mais elle arrête vite cette carrière.
En 2012, Müller participe à Das perfekte Dinner à Majorque. Puis elle fait une figuration dans l'épisode Graf Porno de Brigade du crime, diffusé fin janvier 2013. Elle est candidate de la troisième saison du Bachelor, où elle est parmi les trois dernières prétendantes. Dès lors, elle multiplie les apparitions dans des émissions de télévision.
En mai 2013, Melanie Müller publie chez Xtreme Sound le titre schlager festif Ob Mann, ob Frau – ich nehm’s nicht so genau. En juin 2013, elle concourt dans Pool Champions (l'équivalent allemande de l'émission Splash). En janvier 2014, elle est dans Ich bin ein Star – Holt mich hier raus! qu'elle remporte.
Depuis juin 2013, elle anime un site de commerce électronique de jouet sexuel, en janvier 2014, elle ouvre avec une amie une boutique à Leipzig qui ferme cependant quelques mois plus tard.
Elle se produit en tant que chanteuse avec le Circus Erotica dans des clubs et discothèques comme notamment Bierkönig ou Oberbayern. Le 25 avril 2014, elle sort Auf geht's, Deutschland schießt ein Tor! à l'occasion de la Coupe du monde de football. Avec Jürgen Milski, elle publie en mai Du bist es vielleicht.
En septembre 2014, elle concourt dans Promiboxen sur ProSieben et gagne son combat contre Jordan Carver. Le mois suivant, elle fait paraître une autobiographie Mach's Dir selbst, sonst macht's Dir keiner – Vom Mauerblümchen zur Dschungelqueen.
En novembre 2014, elle épouse son manager Mike Blümer. En janvier 2015, elle débute sur RTL II le docu-soap Melanie Müller – Dschungelkönigin in Love.
En 2021 elle participe et remporte la 9e saison de Promi Big Brother.

## Filmographie
Pornographie (sous le nom de Scarlet Young)
- 2011 : Mein erster Porno
- 2011 : Jetzt will ich mehr!
- 2011 : Sexy Lady Gangbang Style
- 2011 : SM Abenteuer Lust
- 2011 : Scarlet Young – Weiter geht’s!

Cinéma
- 2016 : Der schwarze Nazi

Série télévisée
- 2013 : Brigade du crime : Graf Porno

## Discographie
Singles
- 2013 : Ob Mann, ob Frau – ich nehm’s nicht so genau
- 2014 : Auf geht’s, Deutschland schießt ein Tor
- 2014 : Du bist es vielleicht (avec Jürgen Milski)
- 2014 : Wir ham doch keine Zeit
- 2014 : Das Leben ist ein Krankenhaus
- 2014 : Ich bin doch viel zu jung für einen Seitensprung
- 2015 : Tanzen
- 2015 : Die Evolution ist in Gefahr (Wir müssen poppen) – Melanie Müller & DJ Biene
- 2015 : Überall wo wir sind scheint die Sonne – Melanie Müller & DJ Mox
- 2016 : Wer sich erinnert... War nicht dabei
- 2016 : Ab nach Frankreich – Stefan Stürmer & Melanie Müller
- 2016 : Dieses Leben ist geil
- 2017 : Ich liebe dich
- 2017 : Wir sind Mallorcageil